# Caroline Dhavernas

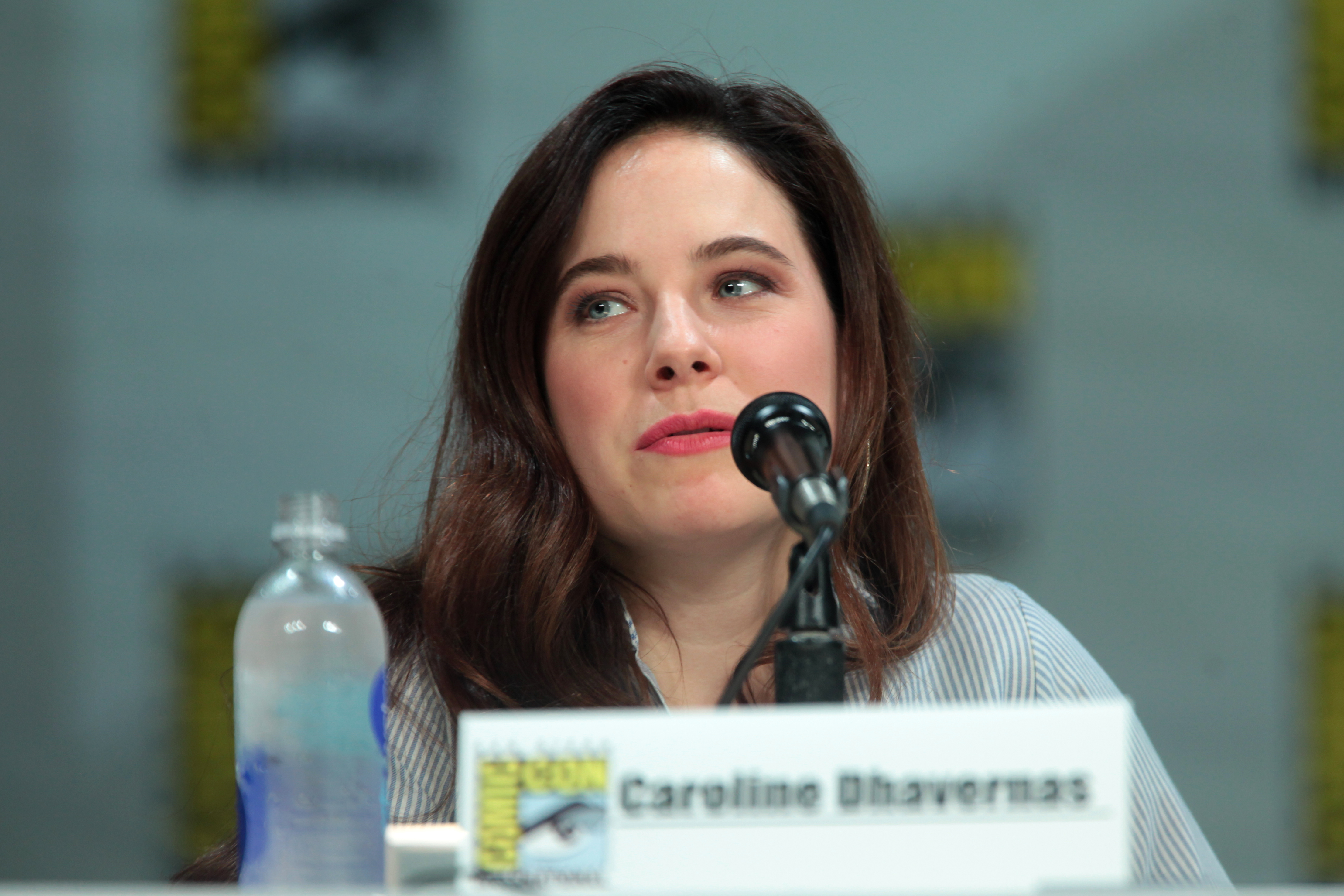
Caroline Dhavernas auf der San Diego Comic Con 2014

Caroline Dhavernas [də'vɜ̝ːnə(s), 'dæ-] (* 15. Mai 1978 in Montreal, Québec) ist eine kanadische Schauspielerin. Bekannt wurde sie insbesondere durch ihre Hauptrolle in der Fernsehserie Wonderfalls.

## Leben und Karriere
Dhavernas’ Eltern arbeiteten ebenfalls als Schauspieler.
Dhavernas’ Karriere begann bereits im Alter von acht Jahren, als sie Zeichentrickserien wie etwa Babar synchronisierte. Mit zwölf Jahren war sie erstmals im Fernsehen zu sehen. Um die Jahrtausendwende war sie zunächst in einer Reihe kanadischer TV-Produktionen zu sehen, mit dem Drama Lost and Delirious (neben Piper Perabo und Mischa Barton) und der Komödie Eis Kalt (mit Lee Majors und Jason London) folgten 2001 die ersten Auftritte in Kinofilmen. Ein Jahr darauf war sie in einer Folge von Law & Order zu sehen. 2004 folgte ihre vielgelobte Darstellung der Jaye in der Serie Wonderfalls, von der allerdings nur 13 Episoden produziert wurden. Seit dem Ende der Show arbeitet sie vermehrt in Filmproduktionen, etwa an der Seite von David Boreanaz in dem 2005 erschienenen Film These Girls. 2007 wurde sie bei den Genie Awards für Niagara Motel in der Kategorie Beste Nebendarstellerin und für The Beautiful Beast (La belle bête) zusammen mit Patrick Watson in der Kategorie Bester Filmsong nominiert. Im selben Jahr spielte sie die ostdeutsche Ehefrau eines angehenden FBI-Agenten im Thriller Enttarnt – Verrat auf höchster Ebene. 2011 war sie in der kurzlebigen ABC-Serie Off the Map – welche von Grey’s-Anatomy-Erfinderin Shonda Rhimes produziert wird – in einer Hauptrolle zu sehen.

## Filmografie (Auswahl)
- 1993: Cap Tourmente

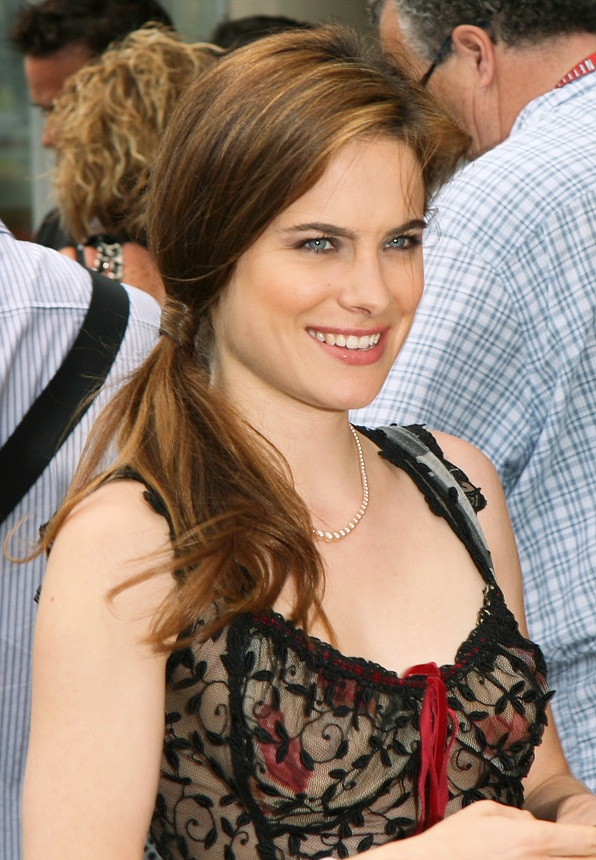
Dhavernas auf dem Toronto International Film Festival 2008

- 1999: Zuhause ist ein weiter Weg (Running Home)
- 2001: Lost and Delirious
- 2002: Out Cold
- 2002: Law & Order
- 2002: Les moutons de Jacob
- 2002: Edge of Madness
- 2002: The Baroness and the Pig
- 2003: The Tulse Luper Suitcases
- 2004: Wonderfalls (Fernsehserie, 14 Episoden)
- 2005: Niagara Motel
- 2005: These Girls
- 2005: Comme tout le monde
- 2006: Die Hollywood-Verschwörung (Hollywoodland)
- 2006: The Beautiful Beast (La belle bête)
- 2007: Enttarnt – Verrat auf höchster Ebene (Breach)
- 2007: Das Feld der Ehre – Die Schlacht von Passchendaele (Passchendaele)
- 2007: Surviving My Mother
- 2008: Mr. Average – Der Mann für alle Fälle (A Life in Suitcases)
- 2009: Der Schrei der Eule (The Cry of the Owl)
- 2009: Father and Guns (De père en flic)
- 2010: The Pacific
- 2010: Umständlich verliebt (The Switch)
- 2010: Devil – Fahrstuhl zur Hölle (Devil)
- 2010: Wrecked – Ohne jede Erinnerung (Wrecked)
- 2010: Criminal Intent – Verbrechen im Visier (Law & Order: Criminal Intent, Fernsehserie, Episode 9x07)
- 2011: Off the Map (Fernsehserie, 13 Episoden)
- 2013: Goodbye World
- 2013–2015: Hannibal (Fernsehserie, 29 Episoden)
- 2014: Real Lies (Le vrai du faux)
- 2014–2021: Les beaux malaises (Fernsehserie, 7 Episoden)
- 2015: The Forbidden Room
- 2016: Blind Vaysha (Kurzfilm, Erzählerin)
- 2016: Chasse-Galerie
- 2016: Blue Moon (Fernsehserie, 16 Episoden)
- 2017: Easy Living
- 2017: Hochelaga, Land of Souls (Hochelaga, Terre des Âmes)
- 2017–2019: Mary Kills People (Fernsehserie, 18 Episoden)
- 2022: Aller simple (Fernsehserie, 6 Episoden)
- 2022: Les cavaliers (Fernsehserie, 13 Episoden)
- 2024: Oh, Canada